# 27
Cette page concerne l'année 27  du calendrier julien. Pour l'année 27 av. J.-C., voir 27 av. J.-C. Pour le nombre 27, voir 27 (nombre).
Pour le film d'animation, voir 27 (court métrage).
L'année 27 est une année commune qui commence un mercredi.

## Événements
- 15 mars, Chine : les partisans de la Révolte des Sourcils Rouges sont défaits et massacrés par l’armée impériale alors qu’ils refluaient de Chang'an vers l’est[1]. 80 000 d'entre eux sont faits prisonniers et certains sont enrôlés dans les régiments de Liu Xiu.

- Catastrophe de Fidènes : un amphithéâtre s'effondre lors d'un spectacle de gladiateurs[2].
- Incendie du mont Cælius à Rome[2].
- Tibère (67 ans) vit retiré à Capri, laissant à Séjan l’administration de l’empire[2].

## Naissances en 27
- Wang Chong, philosophe chinois.